# 八木下弘
八木下弘（やぎした ひろし、1921年- ）は、日本の写真家。

## 略歴
秋田県生まれ。1938年、秋田営林署勤務、林相写真の撮影を手がける。1951年よりアルスの「カメラ」、「アサヒカメラ」 その他の月例写真家として活躍、土門拳、木村伊兵衛に師事する。

## 著書
- 『林相写真のうつし方』日本林業技術協会 (林業解説シリーズ 1954
- 『林業写真の問題点』日本林業技術協会 (林業解説シリーズ 1955
- 『ソビエト民衆の表情』編著 三笠書房 1957
- 『森林写真必携』林野共済会 1963
- 『クジラを捕る 南氷洋に挑んだ山男の記録』毎日新聞社 1966
- 『日本の巨木』中央公論社 1979
- 『生態系写真入門 コケから林相まで』共立出版 1981
- 『土門拳を撮る 八木下弘写真記録』築地書館 1982
- 『巨樹の顔』牧野和春文 朝日新聞社 1983
- 『巨樹』1986 講談社現代新書